# Орловка (Шалдайский сельский округ)
Орловка (каз. Орловка) — упразднённое село в Щербактинском районе Павлодарской области Казахстана. Входило в состав Шалдайского сельского округа. Ликвидировано в 2000 г.

## Население
По данным переписи 1999 года в селе проживало 28 человек (15 мужчин и 13 женщин).